# Santiago Giménez
Santiago Tomás Giménez (ur. 18 kwietnia 2001 w Buenos Aires) – meksykański piłkarz pochodzenia argentyńskiego i włoskiego, występujący na pozycji napastnika, reprezentant Meksyku, od 2025 roku zawodnik włoskiego AC Milan.
Jest synem Christiana Giméneza, argentyńskiego piłkarza naturalizowanego w Meksyku.